# Fisher Stevens

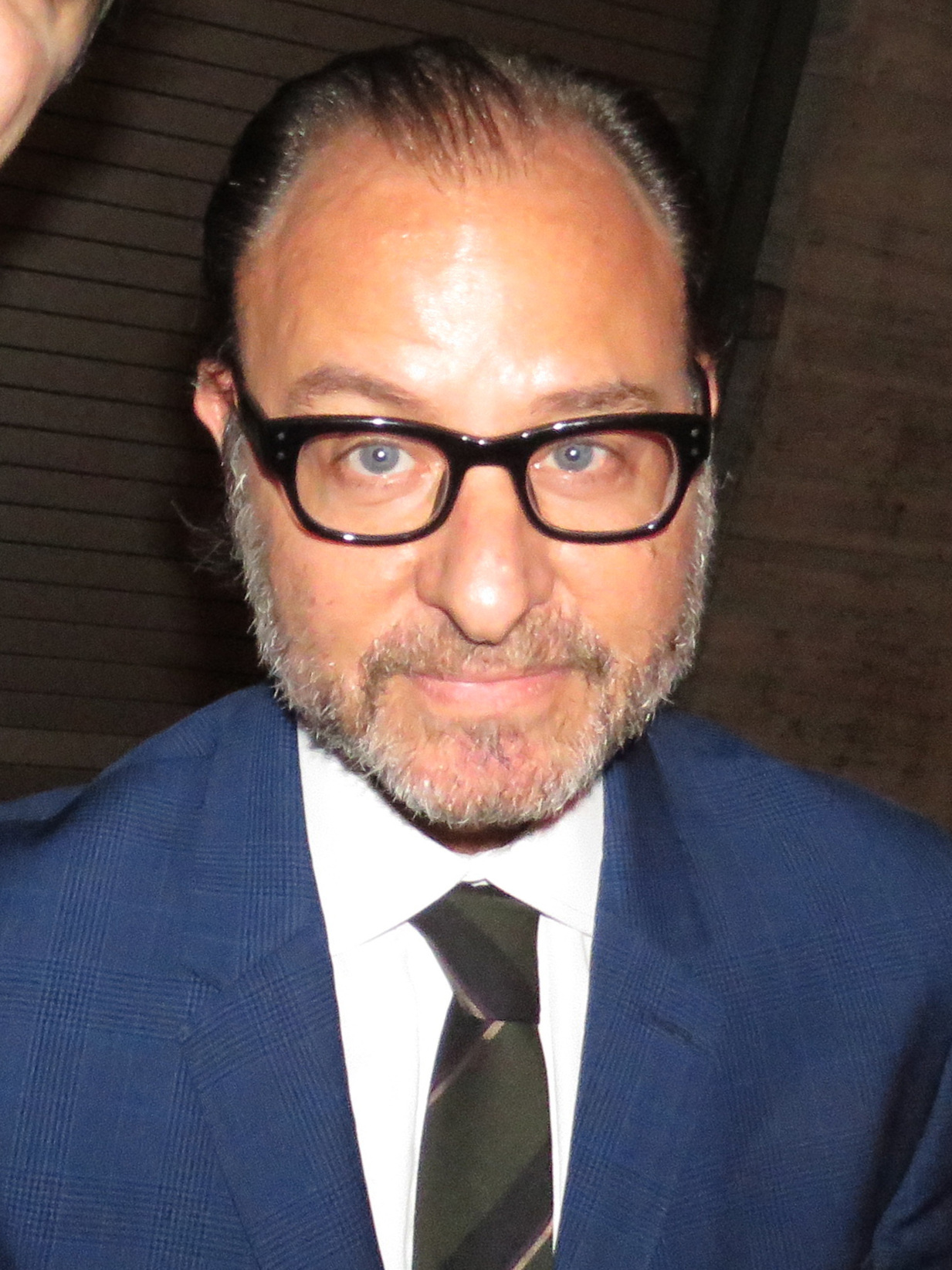
Fisher Stevens (2016)

Fisher Stevens (* 27. November 1963 in Evanston, Illinois als Stephen Fisher) ist ein US-amerikanischer Schauspieler, Filmregisseur und Filmproduzent. Für die Produktion des Dokumentarfilms Die Bucht wurde er 2010 mit einem Oscar ausgezeichnet.

## Leben
Stephen Fisher wurde 1963 in Evanston, Illinois geboren. Er begann seine Karriere im Alter von 14 Jahren als Theaterschauspieler. Seitdem spielte er in zahlreichen Broadway- und Off-Broadway-Produktionen.
Ab Anfang der 1980er Jahre erhielt er auch erste Rollen in Film- und Fernsehproduktionen. Da es bei der Schauspieler-Gewerkschaft SAG bereits andere Mitglieder mit dem Namen Stephen Fisher gab, konnte er seinen Geburtsnamen nicht als Schauspieler nutzen und änderte ihn zu Fisher Stevens. 1981 gab er sein Filmdebüt in dem Horrorstreifen Brennende Rache. Mitte der 1980er Jahre spielte er eine Hauptrolle in Nummer 5 lebt! und Nummer 5 gibt nicht auf. 1989 war Stevens Gegenspieler von Peter Falk in der Columbo-Episode Die vergessene Tote. Im Fernsehen war er etwa neben Kyle Chandler in Allein gegen die Zukunft sowie in der vierten Staffel von Lost zu sehen. Von 2015 bis 2022 spielte er zudem an der Seite von James Spader in der Serie The Blacklist Marvin Gerard, den Anwalt des Protagonisten. Von 2019 bis 2023 übernahm Stevens an der Seite von Brian Cox und Jeremy Strong in der Fernsehserie Succession die Rolle des PR-Experten Hugo Baker.
Seit Ende der 1990er Jahre ist Fisher auch zunehmend als Regisseur und Filmproduzent tätigt. Sein Fokus liegt dabei im Bereich der Dokumentarfilme. Der von Stevens produzierte Film Die Bucht gewann 2010 den Oscar für den besten Dokumentarfilm. 
Ende Juni 2017 wurde Stevens ein Mitglied der Academy of Motion Picture Arts and Sciences.
Seit 2017 ist Fisher Stevens mit seiner langjährigen Partnerin, der südafrikanischen Filmemacherin Alexis Bloom, verheiratet. Das Paar hat zwei Kinder.

## Filmografie
Darsteller
- 1981: Brennende Rache (The Burning)
- 1984: Flamingo Kid (The Flamingo Kid)
- 1984: Der Typ vom anderen Stern (The Brother from Another Planet)
- 1985: Future Project – Die 4. Dimension (My Science Project)
- 1986: Nummer 5 lebt! (Short Circuit)
- 1986: Die Frau vom Boß (The Boss Wife)
- 1988: Nummer 5 gibt nicht auf (Short Circuit 2)
- 1989: Columbo: Die vergessene Tote (Murder, Smoke and Shadows, Fernsehreihe, Folge 47)
- 1990: Die Affäre der Sunny von B. (Reversal of Fortune)
- 1991: Die blonde Versuchung (The Marrying Man)
- 1991: Mystery Date – Eine geheimnisvolle Verabredung (Mystery Date)
- 1992: Bob Roberts
- 1993: Die Clique von Beverly Hills (When the Party’s Over)
- 1993: Super Mario Bros.
- 1994: Nur für Dich (Only You)
- 1995: Friends (Fernsehserie, eine Folge)
- 1995: Cold Fever
- 1995: Hackers – Im Netz des FBI (Hackers)
- 1996–2000: Allein gegen die Zukunft (Early Edition, Fernsehserie)
- 1999: Taxman – Der Steuerfahnder von Brooklyn (Taxman)
- 2003: Uptown Girls – Eine Zicke kommt selten allein (Uptown Girls)
- 2004: Criminal Intent – Verbrechen im Visier (Law & Order: Criminal Intent, Fernsehserie)
- 2005: Factotum
- 2007: Awake
- 2008–2010: Lost (Fernsehserie, mehrere Folgen)
- 2009: Medium – Nichts bleibt verborgen (Medium, Fernsehserie, eine Folge)
- 2009–2010: Numbers – Die Logik des Verbrechens (NUMB3RS, Fernsehserie, zwei Folgen)
- 2010: The Mentalist (Fernsehserie)
- 2010: Henry & Julie – Der Gangster und die Diva (Henry’s Crime)
- 2010: The Experiment
- 2011: Californication (Fernsehserie, eine Folge)
- 2012: Einmal ist keinmal (One for the Money)
- 2012: LOL
- 2013: Movie 43
- 2014: Grand Budapest Hotel
- 2014: United Passions – La Légende du Football
- 2015: Elementary (Fernsehserie, Folge 3x21)
- 2015–2022: The Blacklist (Fernsehserie, 16 Folgen)
- 2016: Hail, Caesar!
- 2017–2020: The Good Fight (Fernsehserie, 3 Folgen)
- 2019–2023: Succession (Fernsehserie, 24 Folgen)
- 2019: Motherless Brooklyn
- 2021: The French Dispatch
- 2023: Asteroid City
- 2023: Coup!
- 2024: Ripley (Fernsehserie, 1 Folge)

Regisseur
- 1995: Call of the Wylie (Kurzfilm)
- 1996: Phinehas (Kurzfilm)
- 1998, 1999: Allein gegen die Zukunft (Early Edition, Fernsehserie, 2 Folgen)
- 2002: Just a Kiss
- 2007: Crazy Love (Dokumentarfilm, Co-Regisseur)
- 2011: Deepest Dive: The Story of the Trieste (Dokumentarfilm)
- 2012: Stand Up Guys
- 2012: My Decisions (Dokumentarfilm)
- 2014: Mission Blue (Dokumentarfilm)
- 2014: Another World (Dokumentarfilm)
- 2016: Bright Lights: Starring Carrie Fisher and Debbie Reynolds (Dokumentarfilm)
- 2016: Before the Flood (Dokumentarfilm)
- 2018: Dirty Money – Geld regiert die Welt (Dirty Money, Dokumentarserie, 1 Folge)
- 2019: And We Go Green (Dokumentarfilm)
- 2021: Palmer
- 2022: The Lincoln Project (Dokumentarserie, 5 Episoden)
- 2023: Der Morgen davor und das Leben danach (Dear Edward, Fernsehserie, 1 Episode)
- 2023: Beckham (Dokumentarserie, 4 Folgen)

Produzent
- 2000: Sam the Man
- 2001: Piñero
- 2003: Uptown Girls – Eine Zicke kommt selten allein (Uptown Girls)
- 2005: Slow Burn – Verführerische Falle (Slow Burn)
- 2006: Fußball vom anderen Stern – Die Geschichte von Cosmos New York (Once in a Lifetime: The Extraordinary Story of the New York Cosmos, Dokumentarfilm)
- 2007: Crazy Love (Dokumentarfilm)
- 2007: Meet Bill
- 2007: Awake
- 2009: Die Bucht (The Cove)
- 2012: Beware of Mr. Baker (Dokumentarfilm)
- 2013: Tales from a Ghetto Klown (Fernsehfilm)
- 2014: Mission Blue (Dokumentarfilm)
- 2014: Another World (Dokumentarfilm)
- 2015: Racing Extinction (Dokumentarfilm)
- 2016: Sky Ladder: The Art of Cai Guo-Qiang (Dokumentarfilm)
- 2016: Bright Lights: Starring Carrie Fisher and Debbie Reynolds (Dokumentarfilm)
- 2016: Before the Flood (Dokumentarfilm)
- 2019: Taken by the Tiger (Dokumentarfilm)
- 2019: And We Go Green (Dokumentarfilm)
- 2023: We Are Guardians (Dokumentarfilm)
- 2023: Beckham (Dokumentarserie, 1 Folge)
- 2024: A King Like Me (Dokumentarfilm)

Executive Producer
- 2000: Lisa Picard Is Famous
- 2001: The Château
- 2004: Yes
- 2006: Blind Wedding – Hilfe, sie hat ja gesagt (Wedding Daze)
- 2007: Zauber der Liebe (Feast of Love)
- 2008: The Midnight Meat Train
- 2009: Balls Out: Gary the Tennis Coach
- 2009: Tenderness – Auf der Spur des Killers (Tenderness)
- 2010: Blank City
- 2013: Before the Spring: After the Fall (Dokumentarfilm)
- 2013: Sunlight Jr.
- 2020: Ulysses S. Grant: Vom Kriegsheld zum US-Präsidenten (Grant, Dokumentarserie, 3 Episoden)
- 2020: Blood on the Wall (Dokumentarfilm)
- 2020: El Gran Fellove (Dokumentarfilm)
- 2020–2021: Tiger King: Großkatzen und ihre Raubtiere (Tiger King, Dokumentarserie, 12 Episoden)
- 2021: Tiger King: Doc Antles Geschichte (Tiger King: The Doc Antle Story, Dokumentarserie, 3 Episoden)
- 2022: The Lincoln Project (Dokumentarserie, 5 Episoden)
- 2023: Der Morgen davor und das Leben danach (Dear Edward, Fernsehserie, 1 Episode)

## Theatrografie
Darsteller
- 1982–1985: Torch Song Trilogy (Little Theatre, später Helen Hayes Theatre; New York City)
- 1983–1986: Brighton Beach Memoirs (Alvin Theatre, später Neil Simon Theatre, später 46th Street Theatre; New York City)
- 1985: Little Murders (McGinn-Cazale Theatre; New York City)
- 1987–1988: A Midsummer Night’s Dream (Joseph Papp Public Theater / Anspacher Theater; New York City)
- 1989: Twelfth Night or What You Will (Delacorte Theater; New York City)
- 1993: A Perfect Ganesh (New York City Center / Stage I; New York City)
- 1994–1995: Carousel (Vivian Beaumont Theater; New York City)
- 2002–2004: The Exonerated (Theatres at 45 Bleecker / Bleecker Street Theatre; New York City)
- 2007: Spalding Gray: Stories Left to Tell (Minetta Lane Theatre; New York City)

Regisseur
- 2011: Ghetto Klown (Lyceum Theatre)

## Auszeichnungen
- 2010: Auszeichnung mit dem Oscar in der Kategorie Bester Dokumentarfilm für Die Bucht, mit Louie Psihoyos[5]
- 2016: Auszeichnung mit dem Audience Award beim Hot Springs Documentary Film Festival in der Kategorie Bester Dokumentarfilm für Bright Lights: Starring Carrie Fisher and Debbie Reynolds, mit Alexis Bloom
- 2016: Auszeichnung bei den Hollywood Film Awards in der Kategorie Documentary of the Year für Before the Flood, mit Leonardo DiCaprio
- 2022: Auszeichnung bei den Screen Actors Guild Awards in der Kategorie Bestes Schauspielensemble in einer Dramaserie für Succession, mit dem Ensemble der Serie
- 2024: Auszeichnung bei den Screen Actors Guild Awards in der Kategorie Bestes Schauspielensemble in einer Dramaserie für Succession, mit dem Ensemble der Serie
- 2024: Auszeichnung mit dem Primetime Emmy in der Kategorie Outstanding Documentary or Nonfiction Series für Beckham, mit John Battsek, Nicola Howson, Billie Shepherd, David Gardner, Gary Neville, Jonathan Sides und Craig South